# WTA Düsseldorf
Das WTA Düsseldorf (offiziell: Düsseldorf Open) ist ein ehemaliges Damen-Tennisturnier der WTA Tour, das in der Stadt Düsseldorf ausgetragen wurde.

## Siegerliste

### Einzel
| Jahr | Siegerin       | Finalgegnerin    | Ergebnis |
| ---- | -------------- | ---------------- | -------- |
| 1973 | Helga Masthoff | Evonne Goolagong | 6:4, 6:4 |

### Doppel
| Jahr | Siegerinnen                                                  | Finalgegnerinnen | Ergebnis |
| ---- | ------------------------------------------------------------ | ---------------- | -------- |
| 1973 | Evonne Goolagong Janet Young gegen Helga Masthoff Heide Orth |                  | abgesagt |